# Christ-Siemens-Touraine-Syndrom
Das Christ-Siemens-Touraine-Syndrom (x-chromosomale an- oder hypohidrotische ektodermale Dysplasie) ist eine sehr seltene Erbkrankheit, die mit einer Reihe von Fehlbildungen der Abkömmlinge ektodermalen Gewebes einhergeht. Sie macht sich bereits im Kindesalter mit völligem oder teilweisem Fehlen der Schweißdrüsen bemerkbar.

## Erbgang
Das Syndrom tritt als X-rezessiv-chromosomal vererbte Mutationen der Gene XLHED, EDA und ED1 auf, die auf dem Genlokus Region Xq12-q13.1 kartiert sind. Allerdings gibt es ähnliche Fälle mit autosomal-dominantem Erbgang und mit autosomal-rezessiver Weitergabe.
Das EDA-Gen kodiert Ectodysplasin-A, einem Protein aus der Familie der Tumornekrosefaktor-α-Liganden. Das Genprodukt, das Ectodysplasin-A spielt eine wichtige Rolle bei der Interaktion zwischen Epithel und Mesenchym und speziell bei der Entwicklungskontrolle und Differenzierung der Hautanhangsgebilde zugeschrieben wird.

## Symptome
Bei diesem Syndrom handelt es sich um eine sehr seltene Erbkrankheit (Prävalenz, Quellen schwankend, etwa 1:10.000 weltweit), charakterisiert durch eine Systemdysplasie von Abkömmlingen des ektodermalen Gewebes. Betroffen sind speziell die Haut und ihre Anhangsgebilde (Haar, Nägel, Schweißdrüsen- und Talgdrüsen).
Als Kernsymptome finden sich mehr oder weniger stark ausgeprägt Hypohidrose, Hypotrichose und Hypodontie. Dermatologischerseits zeigt sich eine trockene, schuppige, oft ekzematöse Haut, bedingt durch eine verminderte oder fehlende Anlage von Schweiß- und Talgdrüsen. Infolgedessen kann es zu einer verminderten Schweißsekretion mit Störungen der Thermoregulation im Organismus kommen, was starkes Fieber hervorruft, das auch zum Tod führen kann.

### Fehlbildungen des Kopfes
- tief angesetzte abstehende Ohren

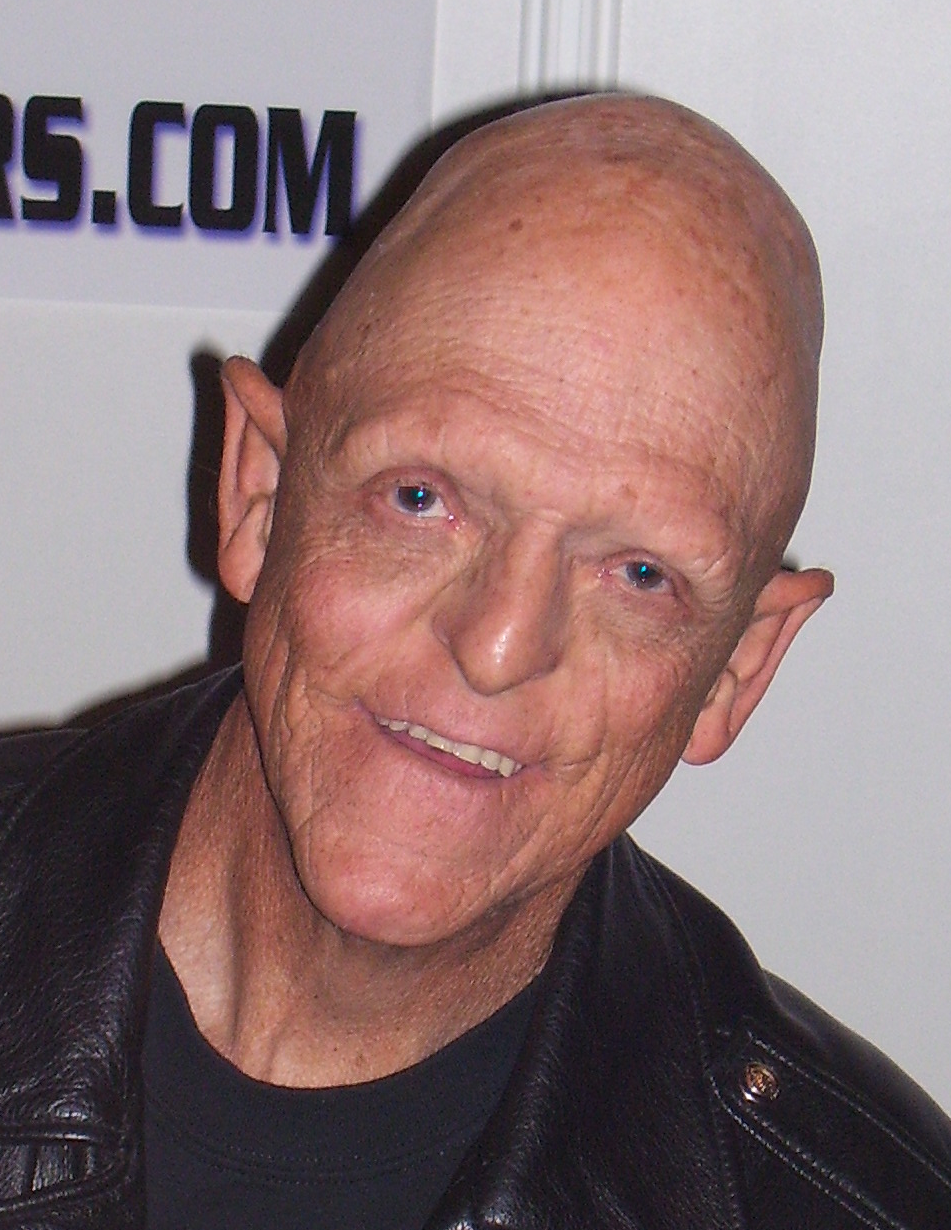
Schauspieler Michael Berryman, bei dem das Syndrom diagnostiziert wurde

- Hypoplasie der Wimpern und Augenbrauen
- dünnes, depigmentiertes, gekraustes Haupthaar
- periorbitale Pigmentierung der Haut
- Wulstlippen
- Sattelnase
- Stirnhöcker

### Häufige Symptome
- schuppige Haut
- Störungen der Wärmeregulation (durch fehlende Schweißdrüsen)
- Fehlen der Lanugobehaarung

### Seltene Symptome
- Katarakt
- Glaukom
- Optikusatrophie
- Netzhautdegeneration
- Taubheit
- Alakrimie
- Minderwuchs

## Therapie
Bisher sind nur symptomale Hilfsmittel verfügbar, im Alltag zum Beispiel durch das Kühlen des Körpers mit Wasser, und das Tragen von Perücken. Chirurgische Eingriffe zur Behandlung müssen für jeden Patienten individuell entschieden werden.
Therapieansätze mit der Gabe von Ectosyplasin-A befinden sich noch in der Forschungsphase. Die Gabe des Proteins in utero ab der 26. Schwangerschaftswoche zeigt vielversprechende Ergebnisse. So behandelte Kinder zeigen eine Bildung von Schweißdrüsen sowie verbesserte Bildung von Zähnen.